# Rozhledna Krokų lanka
Rozhledna Krokų lanka, litevsky Krokų lankos stebykla či Krokų lankos apžvalgos bokštelis, je rozhledna/pozorovatelna ptáků u západního břehu jezera Krokų lanka u vesnice Rūgaliai v přírodní rezervace Krokų Lanka a Regionálním parku Delta Němenu (Nemuno deltos regioninis parkas) v Kintai seniūniji v okrese Šilutė v Klaipėdském kraji v Litvě.

## Další informace
Rozhledna Krokų lanka je nízká jednoduchá dřevěná polozastřešená rozhledna. Na vyhlídkové plošiny vedou schody. Rozhledna nabízí vyhlídku a pozorování ptáků na jezeře Krokų lanka. Rozhledna je také využívaná pro birdwatching.

## Galerie

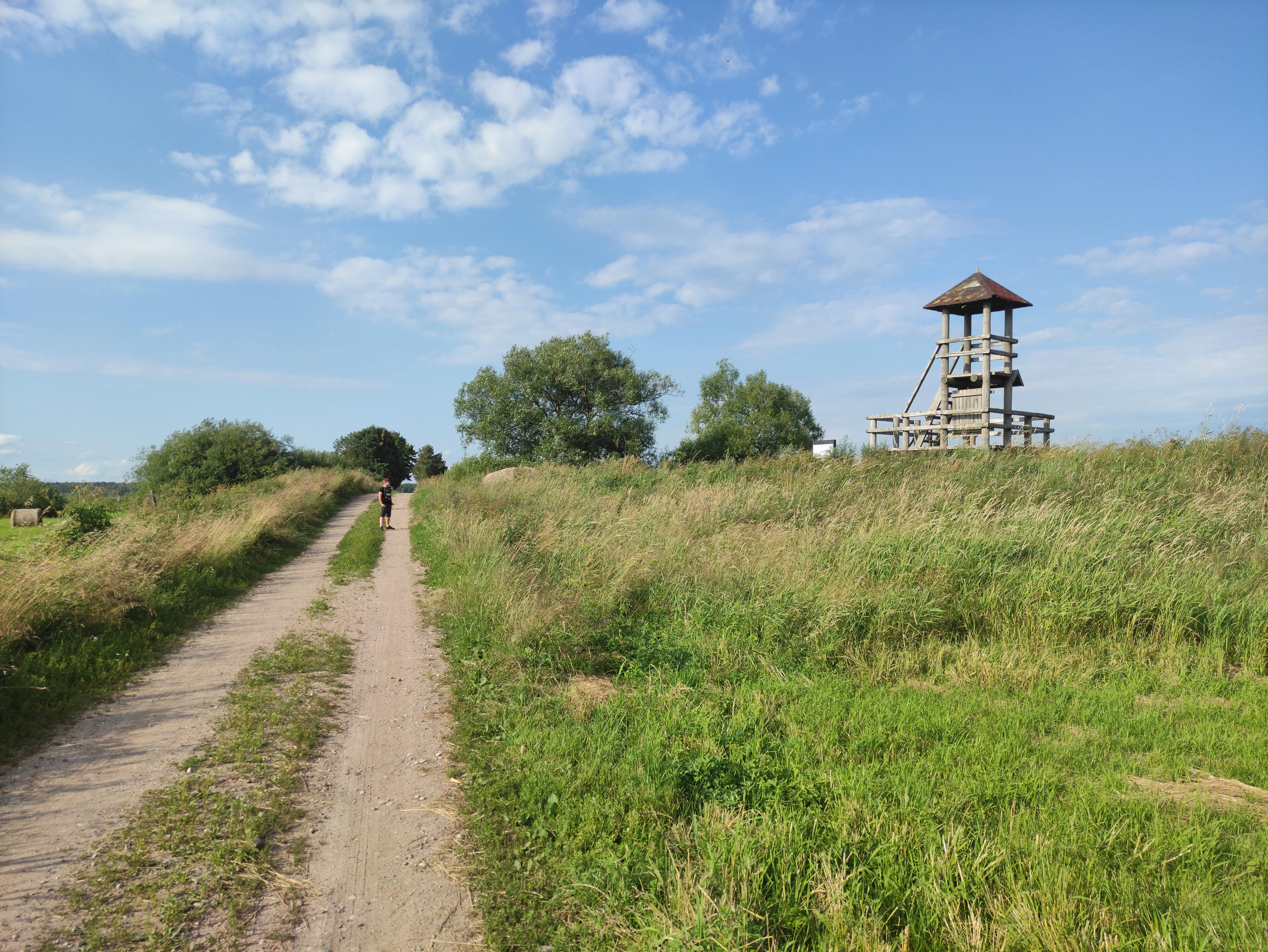
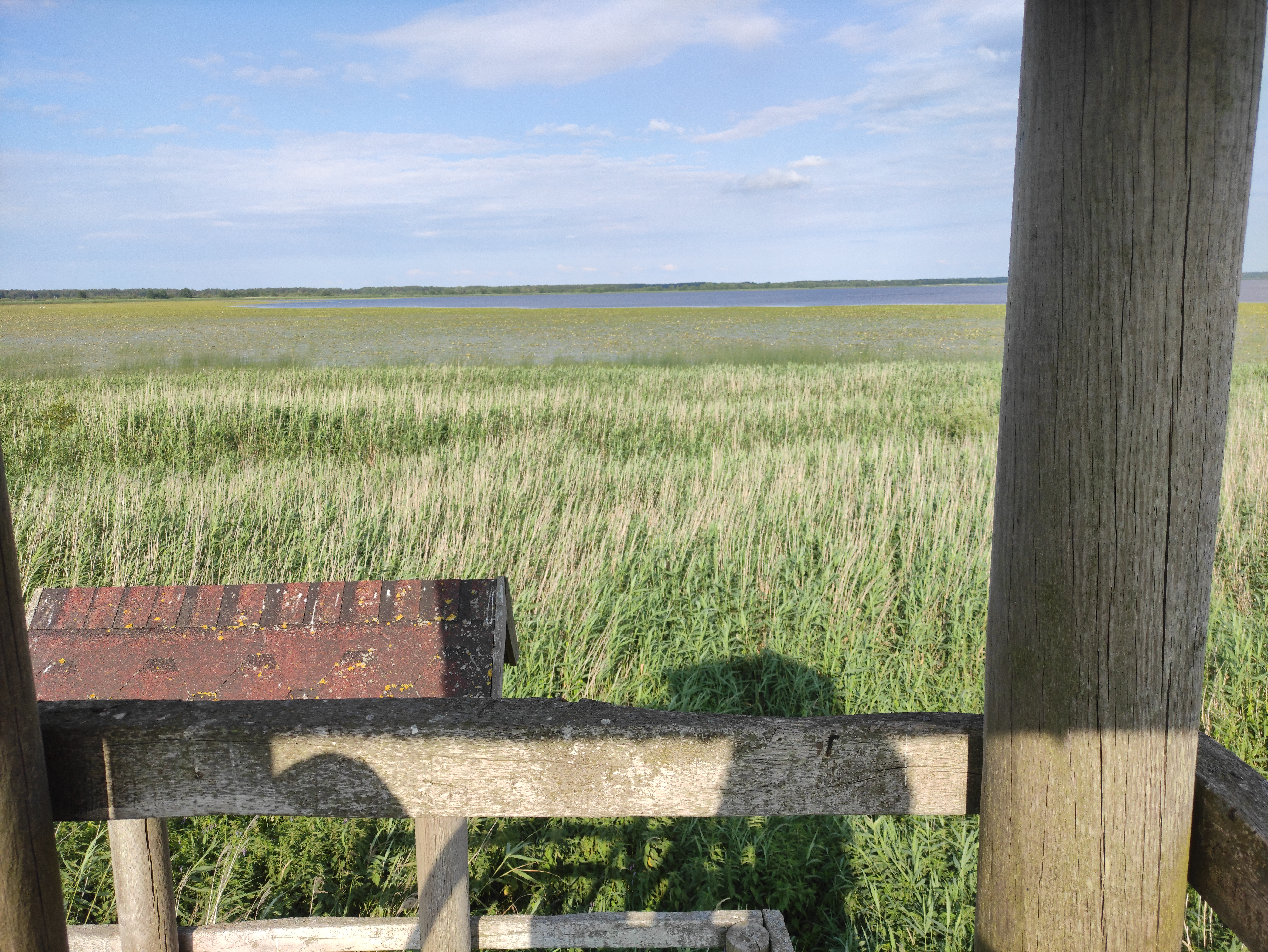
Vyhlídka